# 感慨
| ウィキペディアには「感慨」という見出しの百科事典記事はありません（タイトルに「感慨」を含むページの一覧/「感慨」で始まるページの一覧）。 代わりにウィクショナリーのページ「感慨」が役に立つかもしれません。 |